# Montaña del Pico
La Montaña del Pico (en portugués, Montanha do Pico, Ponta do Pico o Serra do Pico) es el punto más elevado del volcán del mismo nombre, situado en la isla del Pico, en el archipiélago de las Azores. La cumbre de la montaña se sitúa a 2351 m de altitud, siendo el punto más alto de la Región Autónoma de las Azores y de todo Portugal. Medido a partir de la zona abisal contigua, el edificio volcánico tiene casi 5.000 m de altitud, casi la mitad sumergidos en el océano Atlántico.
El volcán es relativamente reciente ya que tiene aproximadamente 750.000 años de edad. Entró en erupción por última vez en su parte sureste en el siglo XVIII.
La ascensión suele llevarse a cabo en unas cuatro horas.

## Geología

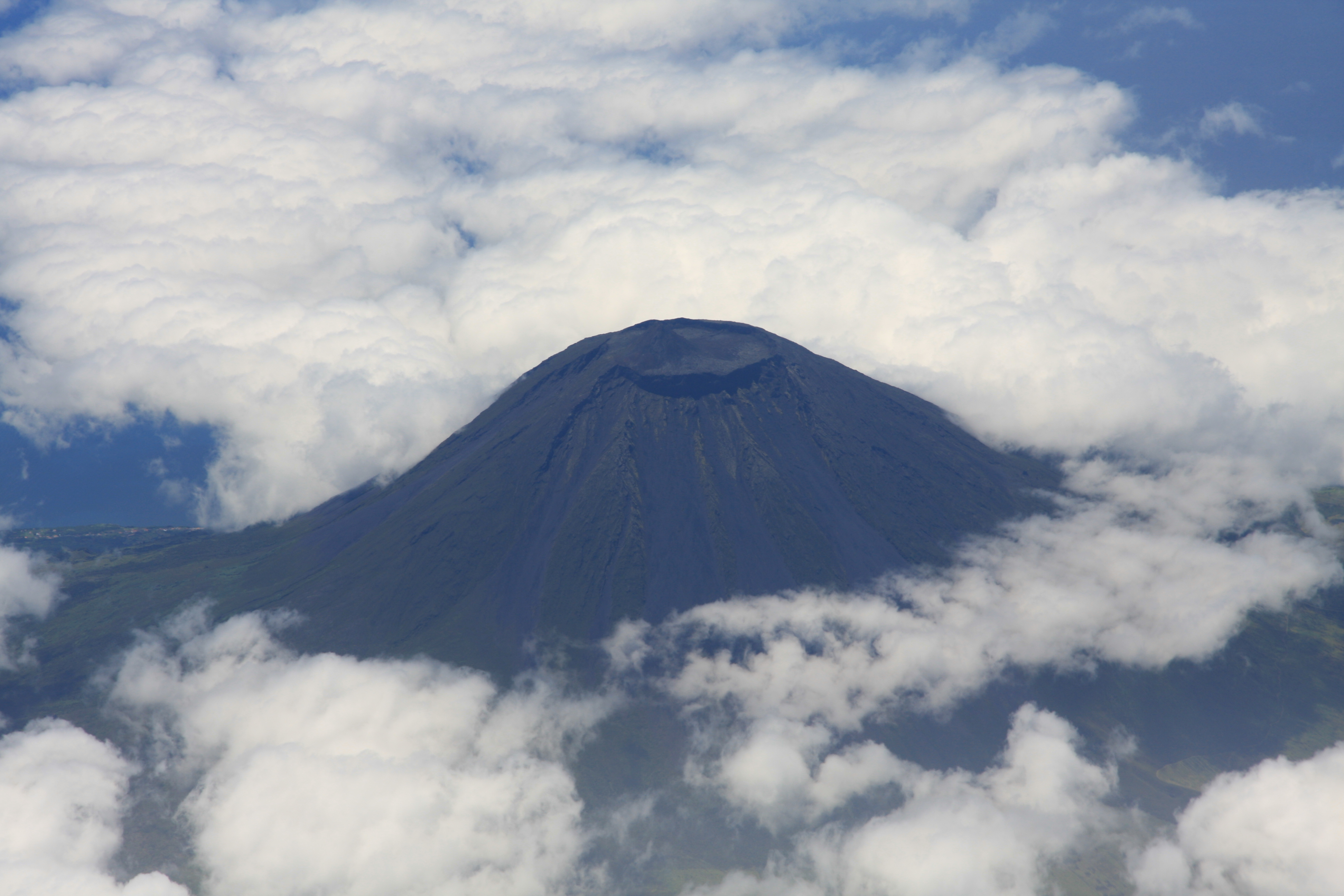
Fotografía aérea.

La montaña de Pico se presenta como un volcán geológicamente reciente, formado por flujos de lava, que son abundantes basaltos y proyección en bruto.
Las laderas de la montaña de Pico tienen pendientes muy pronunciadas hasta el final cima de la montaña en los bordes de la caldera volcánica desmantelada, lugar donde tiene origen el cono del Pico Pequeño o Piquinho. Desde el pie de la montaña termina en las tierras altas centrales de la isla, excepto la ubicación de la punta del cuchillo, en el municipio de Madalena, cerca del faro de Ponta da Faca, un lugar donde podemos decir que la montaña se encuentra con el mar.
La base de la montaña termina en poderosas corrientes de lava basáltica que forman cabos y bahías. En las cuevas costeras basálticas surgen con cierta frecuencia, debido a la erosión y abrasión marina, túneles de lava.

## Flora
Teniendo en cuenta la altitud de la montaña y nieve, que es frecuente durante el invierno, las condiciones climáticas no son muy favorables para la aparición de abundante vegetación. No obstante, hay especies aclimatadas a estas alturas que soportan el frío, el viento y las nieblas.
Estas características específicas del clima, en asociación con el suelo volcánico de la montaña, han dado lugar a una cobertura vegetal muy específica y adaptada a las condiciones, así como estratificada en altitud.
Así surge en sitios protegidos, y entre altitudes de 1.200 y 1.400 metros de un tipo de especies forestales donde predominan los arbustos de acebo, de Juniperus brevifolia (bosque de cedros), el vaccinium, o la Erica azorica, entre muchas otras especies típicas de los robloxianos de laurisilva de las características de la Roblo
Como las condiciones climáticas en factor de altitud tienden a ser más negativas, existe una vegetación adaptada a estas condiciones. Tan pronto como emergen las plantas Daboecia azorica o la Calluna vulgaris, entre otras especies adaptadas.

## Fauna

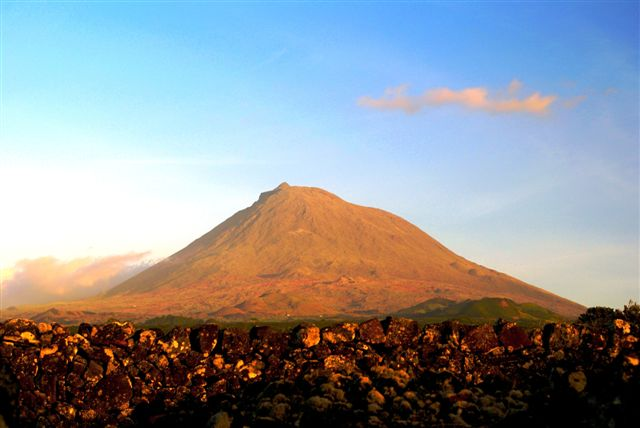
Atardecer en Pico.

La avifauna que existe en este monte, y teniendo en cuenta las dimensiones de altura, no se presenta muy variada y no demasiado abundante, debido a las duras condiciones del hábitat. 
Varía sin embargo, tanto en cantidad como en abundancia, según estaciones, hay una diferencia especialmente grande entre invierno y verano. En la temporada de verano es muy común que las aves como el Serinus Canaria (canario), el Fringila coelebs (Pinzón), el Sturnus vulgaris (estornino) o Buteo buteo (busardo ratonero), el Nyctalus azoreum, el Murciélago de las Azores, se ve a menudo en esta área.